# Katsuaki Satō
Katsuaki Satō (jap. 佐藤勝昭 Satō Katsuaki; ur. 4 kwietnia 1946 r. na Sachalinie, wychowany w Nakoso w prefekturze Fukushima) - japoński karateka stylu kyokushin, założyciel stylu satojuku karate, mistrz świata Open 1975, dwukrotny mistrz Japonii Open.
Od dziecka uprawiał judo, jednak w wieku 20 lat doznał kontuzji obojczyka, w wyniku której musiał zrezygnować z judo. Rozpoczął wtedy trening kyokushin karate. Był pojętnym uczniem i już w 1970 r. wystartował w Mistrzostwach Japonii. Przegrał jednak przez ippon z późniejszym zwycięzcą tego turnieju Kazuyuki'm Hasegawą. Rok później ponownie wystartował w Mistrzostwach Japonii, które wygrał.
W 1975 r. odbyły się słynne pierwsze, wszechwagowe Mistrzostwa Świata Kyokushin Karate. Katsuaki Satō zdobył tam tytuł mistrza świata, wygrywając część walk przez ippon.
Po tych zawodach Satō wyruszył w podróż do USA, aby tam promować karate i odwiedzać inne szkoły. Zaobserwował tam inne, nieznane w Japonii kierunki rozwoju karate. Głównie jako formę rekreacji dla mas i przedmiot komercjalizacji. Zainspirowany tą podróżą, w 1977 porzucił kyokushin i International Karate Organisation i otworzył własną szkołę karate, dając tym samym początek stylowi satojuku karate. Zawody satojuku karate odbywają się na zasadach knockdown (tzn. przegrywa ten, który pierwszy upadnie) i są w formule pełnokontaktowej (jak większość stylów wywodzących się od kyokushin).
Jego organizacja nie ma obecnie dużego znaczenia w świecie karate. Istnieje tylko 8 dojo stylu satojuku (7 w Japonii i jedno we Włoszech).